# Lilla Bocken, Åbo
Lilla Bocken, finska: Pikku-Pukki, är en ö i Finland. Den ligger i Skärgårdshavet och i kommunen Åbo i den ekonomiska regionen  Åbo ekonomiska region i landskapet Egentliga Finland, i den sydvästra delen av landet. Ön ligger nära Åbo och omkring 160 kilometer väster om Helsingfors.
Öns area är 3,8 hektar och dess största längd är 280 meter i öst-västlig riktning. I omgivningarna runt Lilla Bocken växer i huvudsak barrskog.